# Lachenalia longibracteata
Lachenalia longibracteata är en sparrisväxtart som beskrevs av Edwin Percy Phillips. Lachenalia longibracteata ingår i släktet Lachenalia och familjen sparrisväxter. Inga underarter finns listade i Catalogue of Life.